# Аркавін Яків Сергійович
Я́ків Сергі́йович Арка́він (19 вересня 1867, Харків — 14 березня 1930, Харків) — видатний український лікар-педіатр, основоположник неонатології в Україні, професор, завідувач кафедри дитячих хвороб Харківського медичного інституту, активний учасник створення українських закладів охорони материнства і дитинства, 1908 — доктор медичних наук, 1911 — професор, .

## Життєпис
Яків Сергійович народився у 1867 р. в м. Харків. У 1891 році закінчив Імператорський Харківський університет, прийнятий до ординатури Госпітальної терапевтичної клініки Харкова. Працював під керівництвом професора О. Кузнєцова. Вдосконалював знання з педіатрії в Берліні під керівництвом А. Багінскі та Г. Фінкельштейна. В подальших роках не переривав зв'язків з представниками німецької та французької науки, відвідував найкращі європейські клініки, слідкував за іншомовною медичною літературою. Сучасники визнавали його бібліотеку найкращою у Харкові.
У 1908 р. обраний приват-доцентом Імператорського Харківського університету. У 1910 р. очолив кафедру дитячих хвороб Харківського Жіночого медичного інституту, заснованого Харківським медичним товариством .
З 1911 р. — професор.
У 1920—1929 рр. Я. С. Аркавін завідував кафедрою дитячих хвороб Харківського медичного інституту (ХМІ). Одночасно у 1920—1930 рр. Яків Сергійович очолював дитячу клініку Харківського медичного інституту (вул. Данилевського, 7), яка утворилась після об'єднання Жіночого медичного інституту з медичним факультетом Харківського університету.
Помер Я. С. Аркавін 14 березня 1930 р. у Харкові.

## Наукова та педагогічна робота
Я. С. Аркавін є основоположником української мікропедіатрії (неонатології).
Приділяв велику увагу організації роботи дитячої клініки і створенню закладів для дітей грудного віку. В приміщенні дитячої університетської клініки Яків Сергійович організував ліжка для дітей грудного віку. В клініці відкрито клінічну лабораторію та амбулаторію.
До освітнього курсу педіатрії введено розділ фізіології та патології дітей грудного віку. Виданий навчальний посібник для студентів «Фізіологія та патологія новонародженого» (В. А. Білоусов, О. Л. Левітус).
Професору належить значне удосконалення навчально-методичної роботи. Основна вимога у педагогічній роботі — навчання студентів методам обстеження дитини шляхом самостійної роботи біля ліжка хворого. Для студентів запроваджено обов'язкове відвідування патологоанатомічних розтинів.
Наукові праці вченого присвячені проблемам штучного годування дітей та методам боротьби з дитячими хворобами і смертністю, зумовленими неправильним харчуванням, а також профілактики шлунково-кишкових захворювань.
Вийшли друком більше 20 робіт Я. С. Аркавіна, зокрема:
- 1907 — «К вопросу о влиянии хлористого бария на организм животных (экспериментальное исследование)», Харків;
- 1907 — «К вопросу о бронхиальной астме у детей», Харків;
- 1907 — «О периодической рвоте у детей», Харків;
- 1913 — «Экскизитные случаи скарлатины», Харків.

Я. С. Аркавін — засновник Харківського товариства дитячих лікарів, консультант Наркомздраву УРСР, організатор дитячої консультації при клініці першого Всеукраїнського інституту ОХМАТДИТ у м. Харків (нині Харківський НДІ охорони здоров'я дітей та підлітків АМН України), консультант організації «Червоний Хрест».
Редактор відділу педіатрії журналу «Лікарська справа».
Термін «Симптом Аркавіна» використовується й досі (один з методів медичної перкусії).